# Widok (wzgórze w Raciborzu)
Widok (niem. Aussicht) – wzgórze w dzielnicy Raciborza – Brzeziu, na zachodnim krańcu płaskowyżu Rybnickiego. Wysokość wzniesienia wynosi 281 m n.p.m. Znajduje się w obrębie lasu Widok.
Nazwa wzniesienia wzięła się stąd, iż sam szczyt nie był zarośnięty drzewami i ze wzgórza roztaczał się widok na całą okolicę. Z inicjatywy trzech darczyńców w 1880 roku na wzgórzu wybudowano 18-metrową, drewnianą wieżę widokową. Magistrat pozwolił wyciąć z miejskiego lasu na ten cel 20 grubych i 50 cieńszych pni. Jej otwarcie odbyło się 18 września 1880 roku, a właścicielem stało się miasto. Dostrzec z niej można było m.in. Radhošť, Wielki Krywań, Czantorię, Równicę, Baranią Górę oraz Górę Świętej Anny. Została rozebrana w 1923 roku.
Ponieważ wzgórze, zwłaszcza w niedziele, było częstym punktem wycieczkowym raciborzan, w 1890 roku wzniesiono na nim restaurację Aussichts-Restaurant, wytyczono też dwie wysypane żwirem aleje z ławkami, jedną od strony Dębicza, drugą od strony Płoni. Pod werandą restauracji znajdował się plac zabaw dla dzieci z małym boiskiem sportowym, huśtawkami i piaskownicami. Przed budynkiem stały strzelnice oraz drewniany krąg z przeznaczeniem na tańce. Zimą dostępnych było kilka narciarskich i saneczkowych tras zjazdowych, w tym najbardziej popularna przy wieży widokowej. W 1914 roku restauracja została przebudowana. W latach 70. XX wieku obiekt przejęła KWK Anna z Pszowa. Wtedy też zamalowano olejne malowidło ścienne wiszące w holu restauracji, przedstawiające religijną scenę spotkania św. Huberta z jeleniem. Jeszcze w latach 80. XX wieku organizowano w niej wesela i czynny był bufet. Później w budynku działała agencja towarzyska, aż w końcu zaprzestano działalności i od tego czasu obiekt niszczeje. W 1986 roku przeszedł na własność miasta, a po ustanowieniu powiatów w ręce starostwa. W 2008 roku został odsprzedany prywatnym właścicielom.